# Charles Henry Knowles
Sir Charles Henry Knowles (Sir Charles Henry Knowles, 2nd Baronet Knowles of Lovell Hill) (24. srpna 1754, Kingston, Jamajka – 28. listopadu 1831, Londýn, Anglie) byl britský admirál. U Royal Navy sloužil od roku 1773, jako námořní důstojník se prosadil ve válce proti americkým koloniím, později proti Francii. Kvůli sporům s nadřízenými byl v roce 1797 zbaven velení, mimo aktivní službu se prosadil jako teoretik a vydal několik příruček v oboru námořní taktiky a signalizace. Díky tomu postupoval v hodnostech a nakonec byl povýšen na admirála (1810).

## Životopis

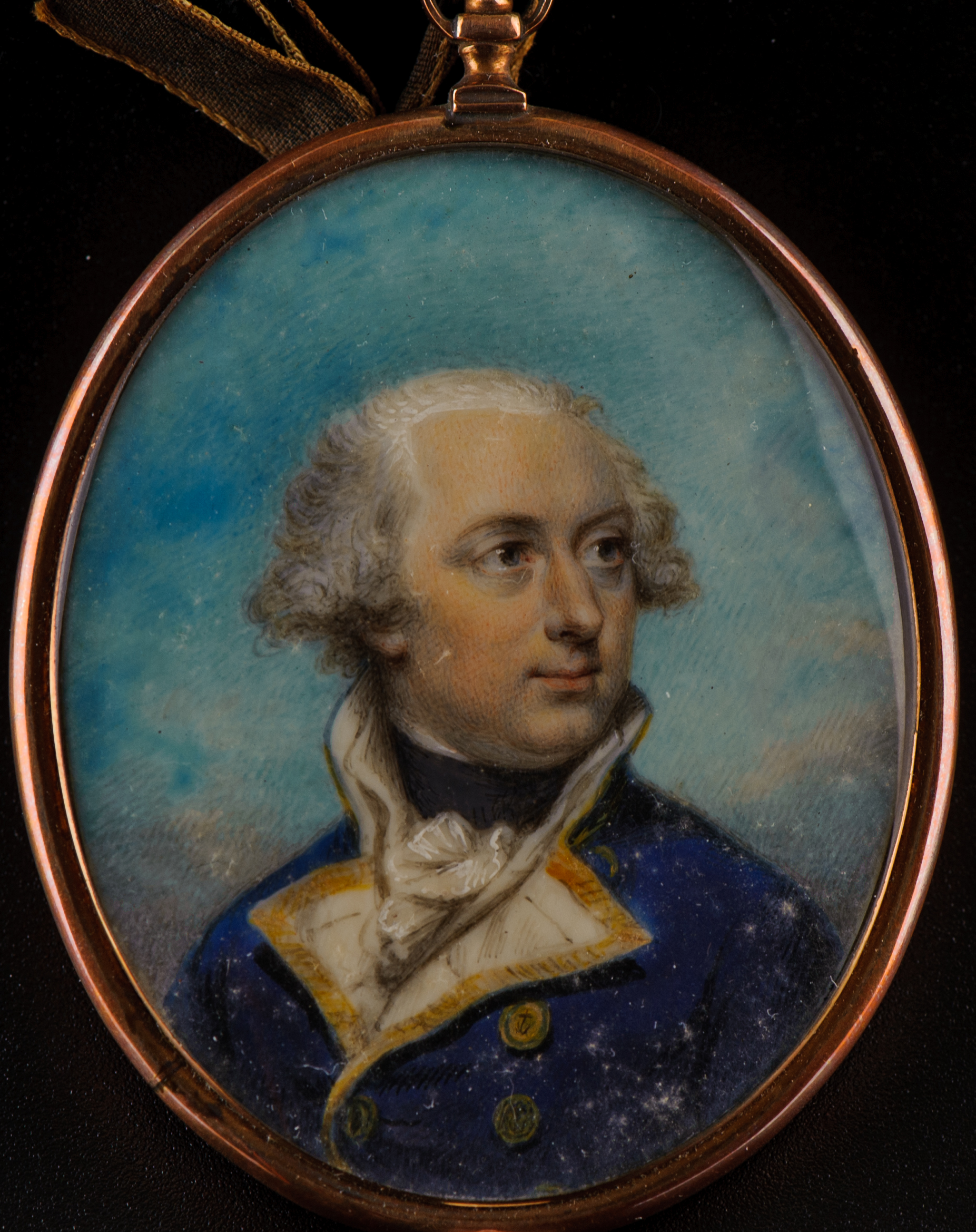
Sir Charles Henry Knowles v hodnosti kapitána

Pocházel ze šlechtického rodu hrabat z Banbury, narodil se na Jamajce jako mladší syn admirála Charlese Knowlese (1704–1777). Po návratu rodiny do Anglie absolvoval středoškolské vzdělání v Etonu, poté studoval na univerzitách v Glasgow a Edinburghu. Zároveň od roku 1773 sloužil u královského námořnictva a zúčastnil se války proti USA. Později pod velením admirála Rodneye bojoval proti Francii, v roce 1780 dosáhl hodnosti kapitána a zúčastnil se ochrany britských obchodních lodí ve Středomoří. Krátce pokračoval ve studiích a v roce 1788 absolvoval kavalírskou cestu po Francii. Zúčastnil se francouzských revolučních válek, bojoval v bitvě u mysu sv. Vincenta, dlouhodobě se ale potýkal s nepřátelským postojem svého nadřízeného admirála Jervise. Kvůli najímání neprofesionálních námořníků měl problémy s disciplínou mužstva na svých lodích a konflikty s nadřízenými vedly k jeho předčasnému odchodu do výslužby (1797). Jako autor četných publikací se poté věnoval technickému rozvoji námořnictva, později dosáhl hodností kontradmirála (1799), viceadmirála (1804) a admirála (1810), ale na moři již aktivně nikdy nesloužil. Proslul jako autor několika publikací k tématu námořní taktiky a signalizace. V roce 1820 získal Řád lázně.
S titulem baroneta dosáhli jeho potomci významného postavení v různých oborech, současným představitelem rodu je Sir Charles Francis Knowles, 7. baronet (*1951).